# Marathon international de Medghacen
Le Marathon international de Medghacen est un marathon algérien empruntant chaque année, depuis 2010, les rues de la ville de Batna jusqu'au tombeau Imedghassen en passant par Fesdis et Djerma. Il est organisé par l’Alliance des Amis d’Imadghassen à l’occasion du 53e anniversaire du 1er novembre. Le tracé du parcours est de 42,195 km, est mesuré conformément au règlement international des courses sur route (IAAF et FAA).

## Histoire

Le dénivelé du Marathon

Le premier marathon Imadghassen s’est tenu en 2010. Les 620 concurrents présents ont couru sur un itinéraire portant sur trois catégories : de Batna à Fesdis (10 km), de Batna à Djerma (21 km) et de Batna au tombeau Imedghassen (42 km). Le départ a été donné par le wali de Batna en présence du représentant de l’organisation des moudjahidines, Benabid Messaoud et des autorités locales. Pour cette première édition, seulement 68 coureurs ont passé la ligne d'arrivée.
Le premier marathon Imadghassen a été marqué aussi par la participation de vétérans de la guerre d'indépendance venus de plusieurs wilayas et qui ont terminé la course, et aussi par la participation d'un coureur espagnol.
Le 15 octobre 2011 le marathon devient international, 410 concurrents présents, dont soixante femmes, et quelle que marathoniens venus d’Espagne au nombre de quatre, un couple marocain, une Française, et deux palestiniens. Le 13 octobre a été consacrée à des conférences-débats et études sur le patrimoine culturel des Aurès, le 14 octobre une visite du mausolée du roi numide a été effectuer.
Le 13 octobre 2012 la 3e éditions a été prévu mais elle a été reporter au 20 du même mois, à la suite de la disparition de l’ex-président Chadli Bendjedid, huit jours de deuil ont été décrétés en Algérie et toutes les manifestations culturelles et sportives ont été annulées pendant cette période.

## Raison de la création

Le parcours du Marathon international de Medghacen

Les organisateurs ambitionnent de faire de ce marathon une manifestation annuelle officielle, et travaillent pour que le marathon devienne un événement sportif majeur d'envergure internationale. L'idée est de faire connaitre et sauvegarder le tombeau d’Imedghassen qui est l'unique témoin vivant de l'architecture berbère pré-romaine,. Ce monument est classé dans la liste des cent monuments les plus en danger au monde,.

## La course
La course débute à Batna au niveau du stade olympique de la ville. L'arrivée est jugée à Fesdis pour l'épreuve de 10 km, puis à Djema pour l'épreuve du semi-marathon, et enfin au tombeau Imedghassen  pour le marathon.

Édition 2018.
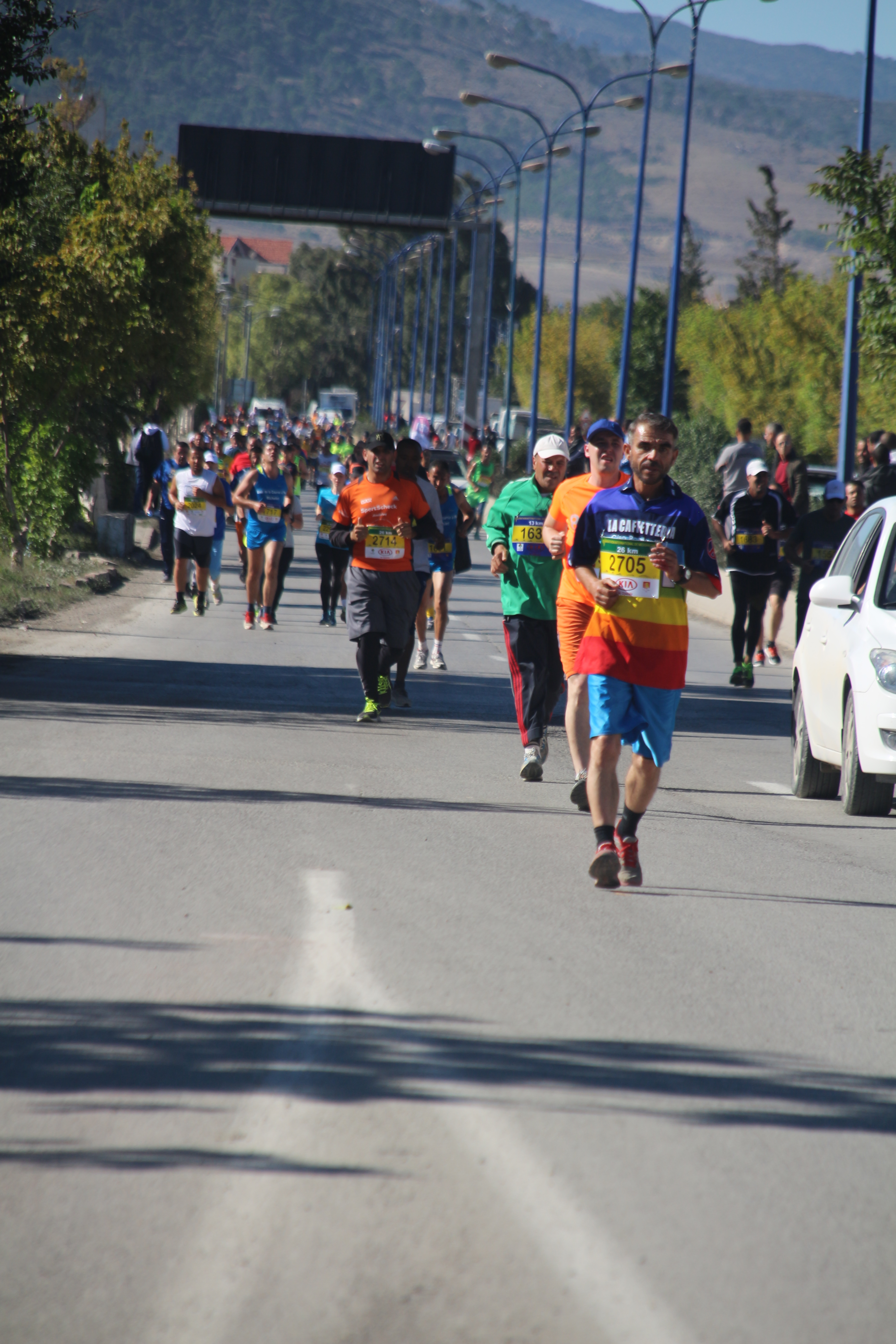
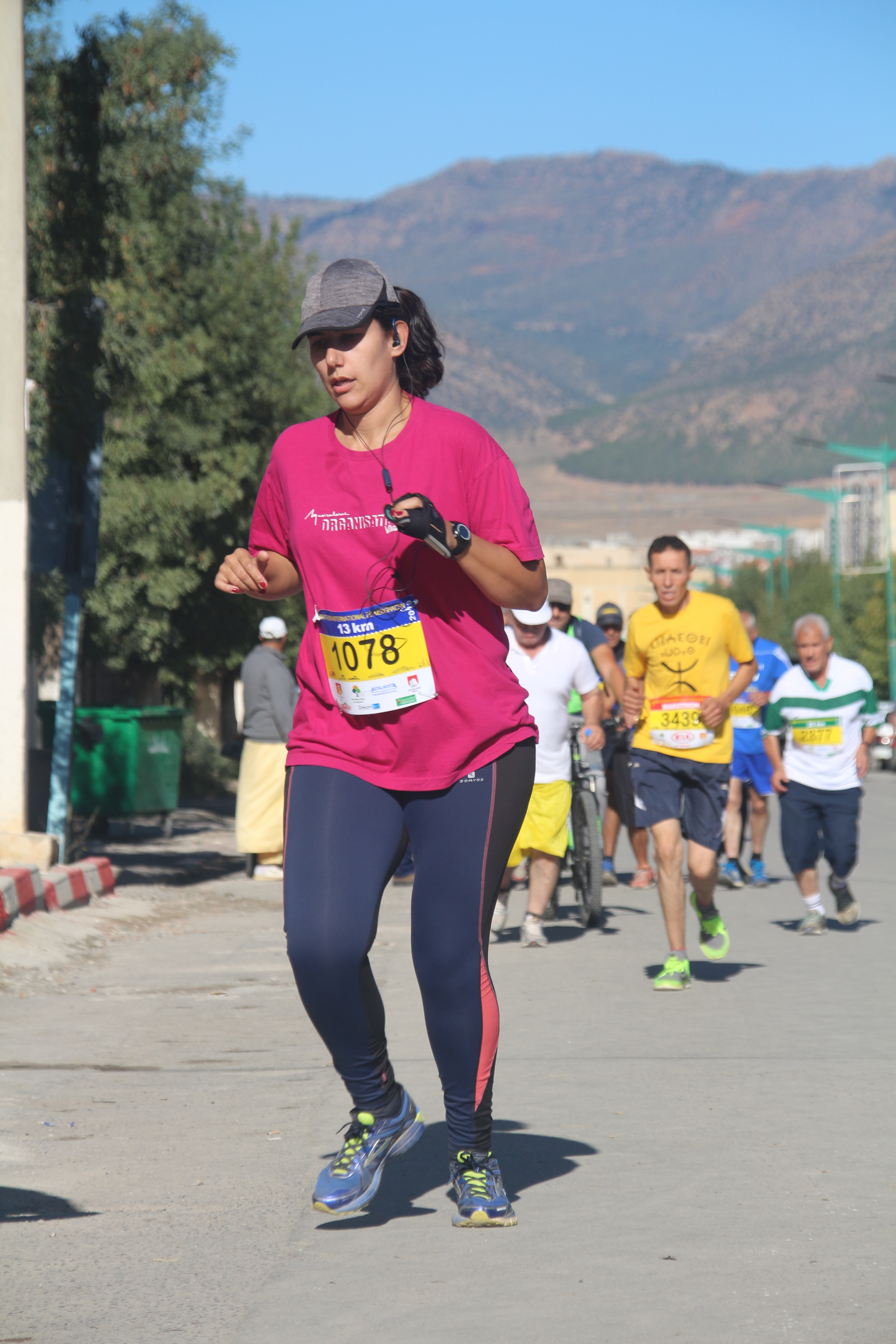
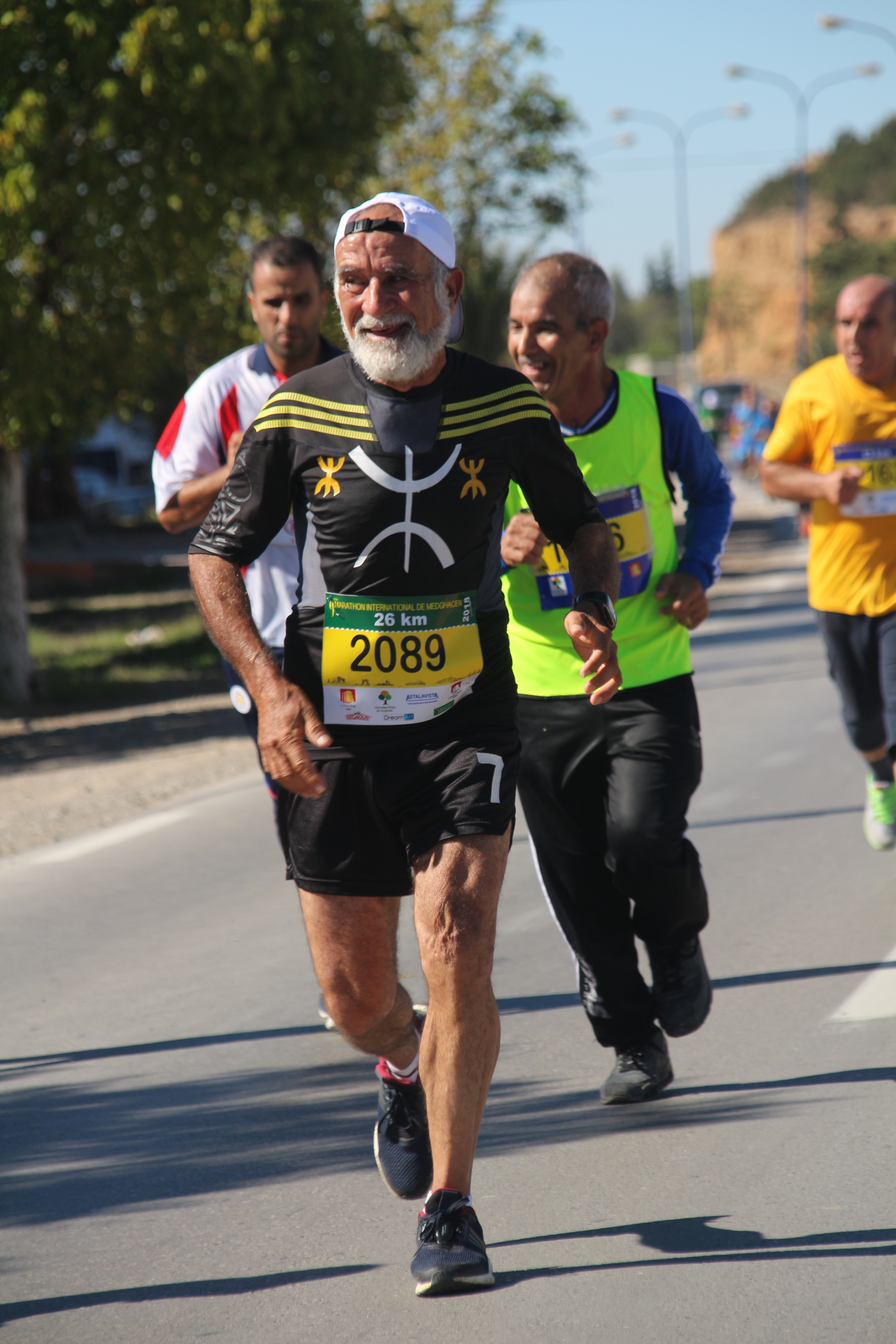
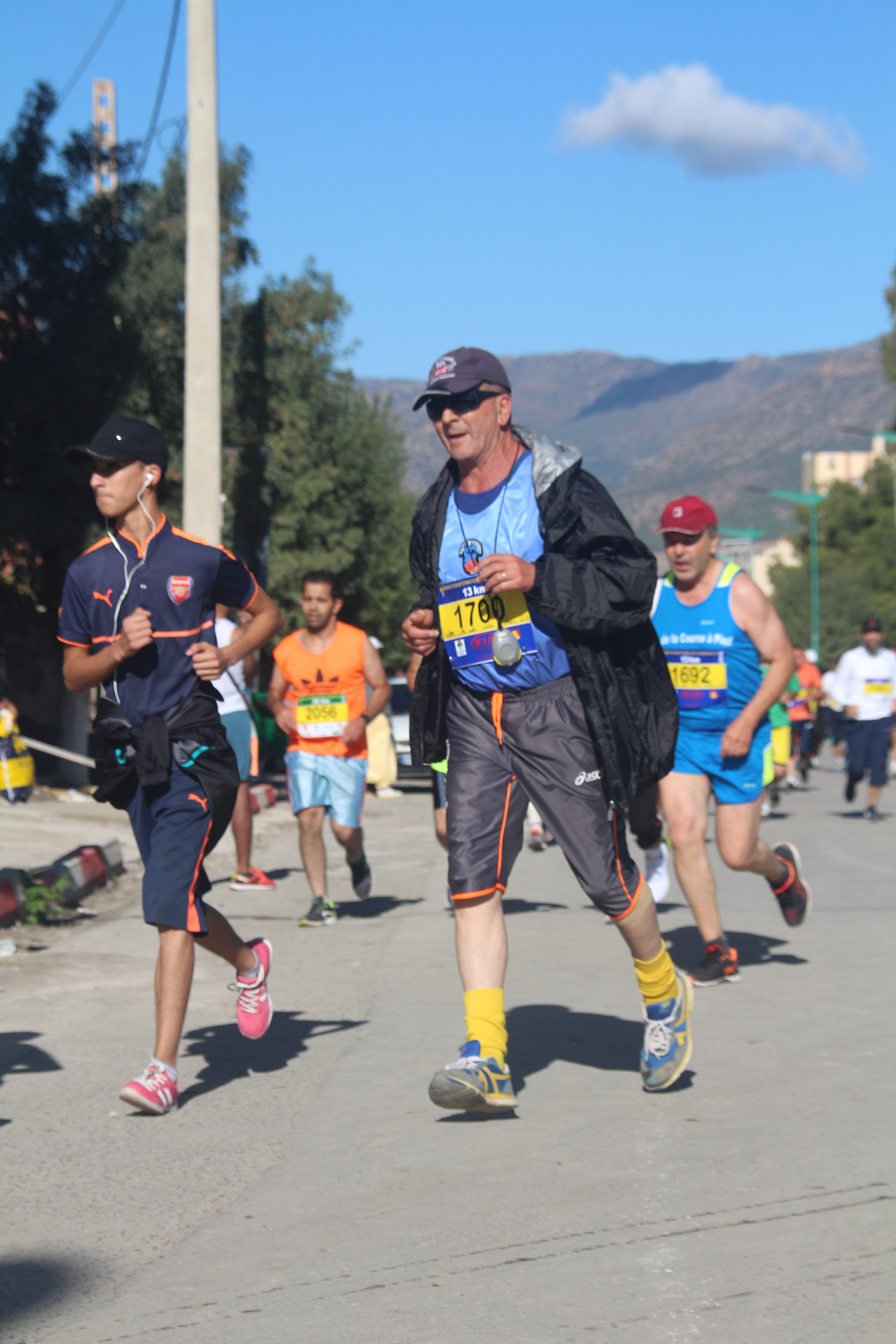

## Règlement général
Les participants disposent d’un temps maximum de 5 h 30après le départ du marathon, et un temps maximum de 2 h 45départ pour le semi-marathon pour effectuer le parcours jusqu’à la ligne d’arrivée. Les vainqueurs de chaque épreuves du marathon seront récompensés d'une prime en espèces avec un diplôme offert à tous les arrivants du marathon. Les jurys de la course sont composés de juges arbitres, assistés dans leurs missions d’officiels et de commissaires de course. Le chronométrage est effectué par un chronométreur officiel. La sécurité est assurée par la directeur général de la sûreté nationale, par la Protection Civile et des médecins urgentistes qui pourront décider de la mise hors course d’un concurrent pour raison médicale.

## Palmarès

### Marathon
Légende:
| no de l'édition | Année             | Vainqueur Masculin   | Temps (h:m:s)   | Vainqueur Féminin | Temps (h:m:s)   | Participants |
| --------------- | ----------------- | -------------------- | --------------- | ----------------- | --------------- | ------------ |
| 1re             | 1er novembre 2010 | Smara Lahouari       | 2 h 04 min 59 s | ?                 | ?               | 620          |
| 2e              | 15 octobre 2011   | Azzeddine Sakhri     | 2 h 21 min 51 s | Larabi Ferouja    | 3 h 19 min 31 s | 410          |
| 3e              | 20 octobre 2012   | Djaoued El Djazzouli | 2 h 25 min 40 s | Yahi Nawel        | 3 h 16 min 16 s | < 900        |

### Semi marathon
Légende:
| no de l'édition | Année             | Vainqueur Masculin | Temps (h:m:s)   | Vainqueur Féminin | Temps (h:m:s)   |
| --------------- | ----------------- | ------------------ | --------------- | ----------------- | --------------- |
| 1re             | 1er novembre 2010 | Abed El Hachimi    | ?               | ?                 | ?               |
| 2e              | 15 octobre 2011   | Sadden Khalid      | 1 h 02 min 39 s | Achahbar Sana     | 1 h 20 min 48 s |
| 3e              | 20 octobre 2012   | Khalid Lablaq      |                 | Sabour Nassima    |                 |